# Lascoria aon
Lascoria aon är en fjärilsart som beskrevs av Druce 1891. Lascoria aon ingår i släktet Lascoria och familjen nattflyn. Inga underarter finns listade i Catalogue of Life.